# Disa ferruginea
Disa ferruginea är en orkidéart som beskrevs av Olof Swartz. Disa ferruginea ingår i släktet Disa och familjen orkidéer. Inga underarter finns listade i Catalogue of Life.

## Bildgalleri

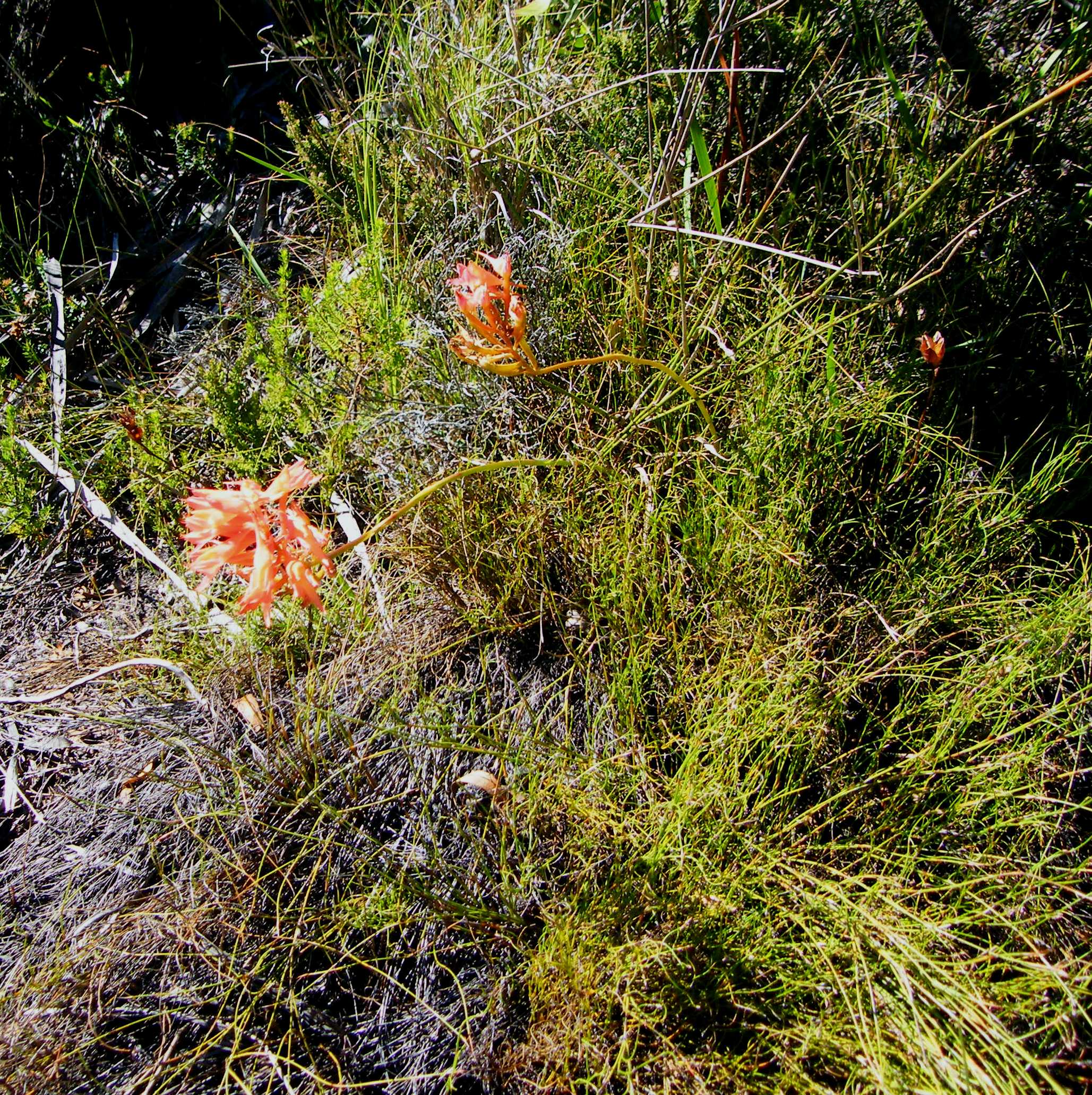
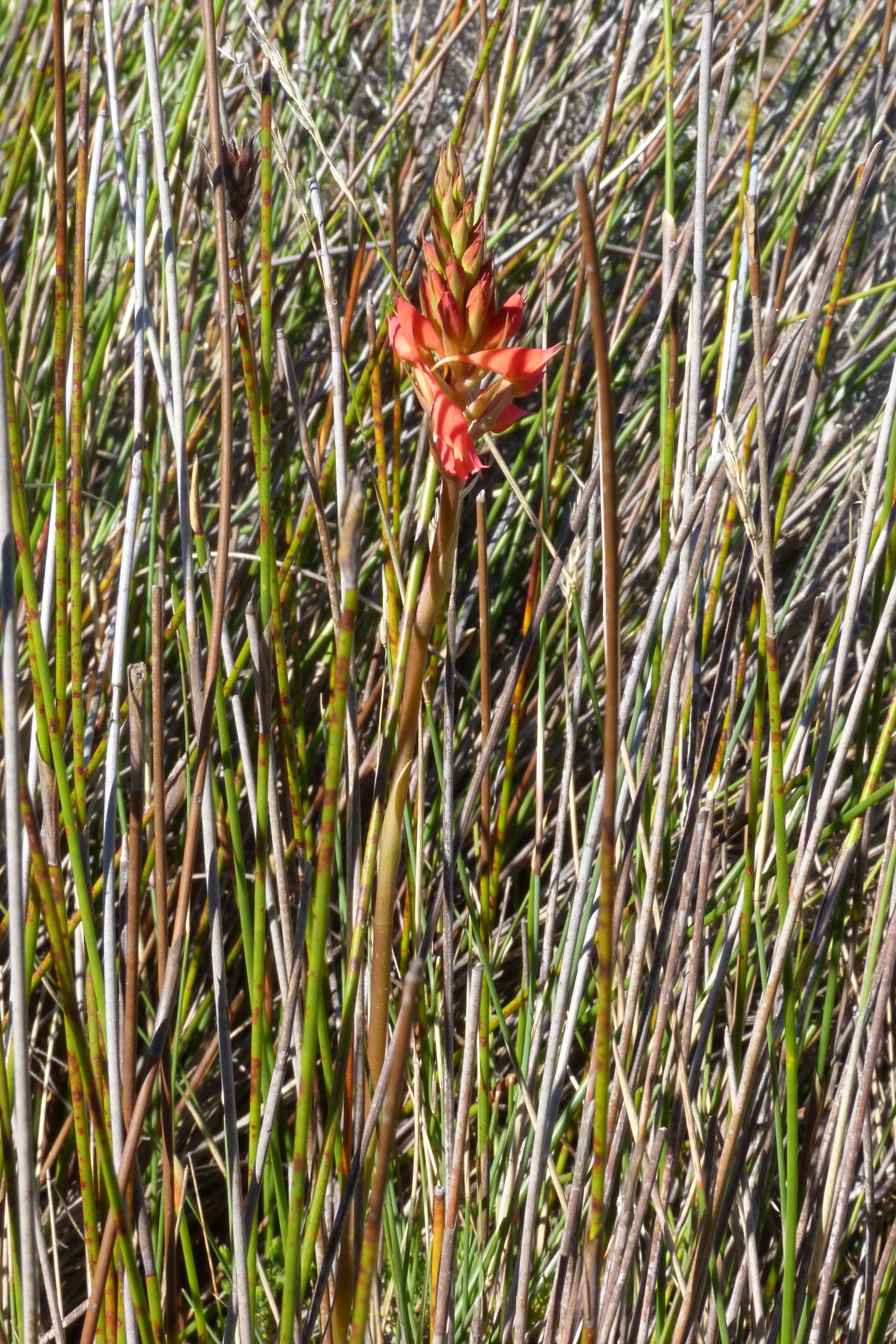
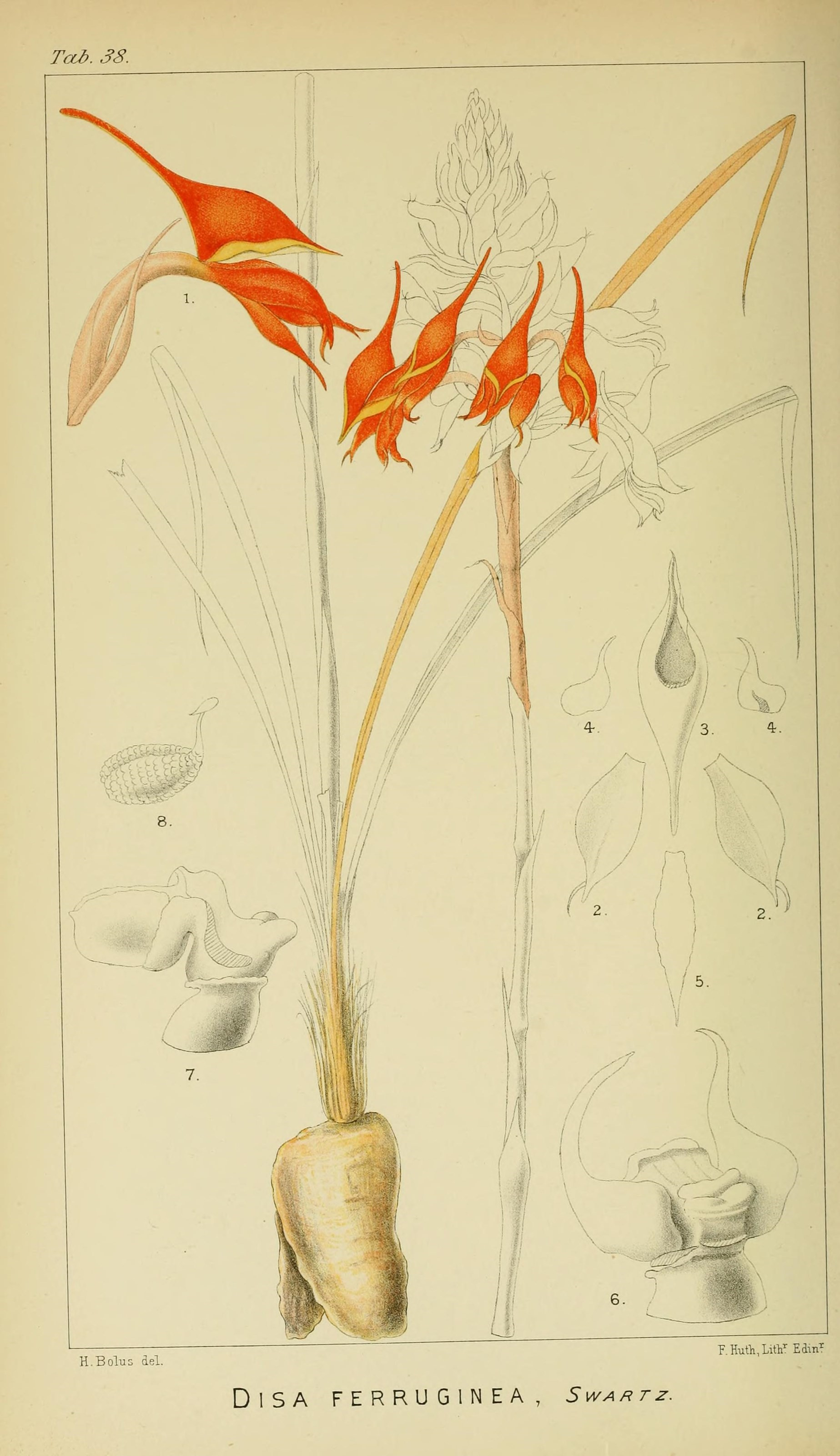